# 中村治朗
中村 治朗（なかむら じろう、1914年2月20日 - 1993年8月24日）は、日本の裁判官。元最高裁判所判事。

## 人物
香川県出身。旧制第六高等学校を経て東京帝国大学法学部在学中に高等試験司法科合格。
1940年、判事任官。最高裁判所調査官、最高裁判所民事局長兼行政局長、最高裁判所首席調査官など最高裁内部での勤務期間が長かった。英米法に対する造詣が深く、学者的裁判官といわれた。
1972年に青法協問題が注目された際には、東京高裁判事として、再任拒否問題とは別に青法協問題が解決される必要があるとの立場を取って「①青法協は日本の政治的状況の中では新野党的位置に属する、②裁判官は一定の思想的立場や信条に深くコミットすることを避けるべきで一般市民に比べて思想信条の自由は制約される、③青法協をあっ対しても裁判官が失うものは多くはないはずで、裁判独立のため裁判官が総力を上げて戦うのには青法協問題はふさわしい場ではない」と裁判所内部で表明して注目された。
1976年の衆議院議員定数不均衡訴訟(最大判昭51･4･14民集30-3-223)においては、行政事件訴訟法第31条の事情判決の法理を活用した違憲宣言にとどめる判決の手法を、裏方役の最高裁首席調査官の立場から実質的に生み出した。
1978年、高等裁判所長官や地方裁判所所長を経ず、東京高等裁判所部総括判事在職時に最高裁判所判事に任命された。もともと将来の最高裁判事候補の一人と目されてはいたが、高等裁判所長官も地方裁判所所長も経ずに最高裁判事に任命された事例は他にない大抜擢人事であった。なお、裁判官出身の最高裁判所判事で高等裁判所長官を経ずに任命された者は、中村以外では、最高裁判所事務総長から任命された千種秀夫、東京高等裁判所部総括判事から任命された岩田誠、東京地方裁判所所長から任命された谷口正孝だけである。
1981年の大阪国際空港騒音公害訴訟の判決では夜間離着陸差し止めに反対する意見を表明した。
1984年に最高裁判所判事を退官後、弁護士登録。
1993年8月24日、逝去。79歳没。生涯独身であった。